# Зюзя (село)
Зюзя — село в Барабинском районе Новосибирской области зюзинского сельсовета
История
Основано в 1700 году
В Зюзе первый колхоз был организован в 1930 году. Колхоз назывался «Первое мая». Первым председателем был Елистратов Михаил Иванович. Когда образовался колхоз, тракторов и комбайнов не было. Было 4 сеялки десятирядных, плуги конные, одна молотилка не сложная. Впервые на полях появились трактора в 1936 году. В 1937 году от МТС убирал один комбайн.
В 1971 году на базе «1 Мая» образовался совхоз «Зюзинский».
В 1992 г. совхоз был реорганизован в АОЗТ «Зюзинское».

## География
Расположена на северном побережье озера Чаны.
Площадь деревни — 150 гектаров

## Население
| 2002 | 2007 | 2010 |
| ---- | ---- | ---- |
| 895  | ↘880 | ↘728 |

## Инфраструктура
В селе по данным на 2006 год функционируют 1 учреждение здравоохранения, 2 образовательных учреждения.